# KK Krka Novo Mesto
El KK Krka Novo Mesto es un equipo de baloncesto esloveno que compite en la 1. A SKL, la primera división del país y en la tercera competición europea, la Eurochallenge Tiene su sede en la ciudad de Novo Mesto. Disputa sus partidos en el Dvorana Leona Štuklja, con capacidad para 2800 espectadores.

## Historia
El club se fundó en 1948, pero no fue hasta 1983 cuando consiguió su primer título nacional. Tras la disolución de Yugoslavia, el equipo sufrió un declive hasta que en 1997 regresaron a la máxima competición eslovaca, tomando desde ese momento el nombre de su patrocinador, Krka. Su primer título nacional llegó en esta nueva etapa en 2000, cuando batieron al eterno rival, el Union Olimpija en la final de la liga eslovena.
En 2003 repitieron título, logrando además clasificarse para la final de la ULEB Eurocup, en la que cayeron a doble partido ante el Pamesa Valencia español. Pero su mayor éxito llegaría en 2011, cuando, tras conquistar por tercera vez el campeonato de su país el año anterior, lograría vencer en el EuroChallenge tras imponerse en la final al Lokomotiv Kuban ruso.

## Nombres
- KK Novo Mesto Partizan (1948-1963)
- KK Novoteks (1963-1962)
- KK Novo Mesto 1992 (1992-1997)
- KKK (1997-)

## Trayectoria
| Temporada | Nivel | División           | Pos | Copa de Eslovenia | Supercopa  | Liga del Adriático | Liga del Adriático | Competiciones europeas    | Competiciones europeas |
| --------- | ----- | ------------------ | --- | ----------------- | ---------- | ------------------ | ------------------ | ------------------------- | ---------------------- |
| 1992–93   | 4     | 4. League          | 1st |                   |            |                    |                    |                           |                        |
| 1993–94   | 3     | 3. League (2. SKL) | 6th |                   |            |                    |                    |                           |                        |
| 1994–95   | 3     | 3. League (2. SKL) | 1st |                   |            |                    |                    |                           |                        |
| 1995–96   | 2     | 2. League (A2)     | 2nd |                   |            |                    |                    |                           |                        |
| 1996–97   | 2     | 2. League (A2)     | 1st |                   |            |                    |                    |                           |                        |
| 1997–98   | 1     | 1. A SKL           | 4th | Third place       |            |                    |                    |                           |                        |
| 1998–99   | 1     | Liga Kolinska      | 3rd | Quarterfinals     |            | 3 Copa Korać       | 3R                 |                           |                        |
| 1999–00   | 1     | Liga Kolinska      | 1st | Third place       |            | 2 Copa Saporta     | R32                |                           |                        |
| 2000–01   | 1     | Liga Kolinska      | 2nd | Runners-up        |            | 1 Suproliga        | GS                 |                           |                        |
| 2001–02   | 1     | HYPO Liga          | 2nd | Runners-up        |            | Runners-up         | Runners-up         | 1 Euroliga                | RS                     |
| 2002–03   | 1     | 1. A SKL           | 1st | Quarterfinals     |            | 7th place          | 7th place          | 2 Eurocup                 | RU                     |
| 2003–04   | 1     | 1. A SKL           | 5th | Quarterfinals     | Runners-up | 7th place          | 7th place          | 1 Euroliga                | RS                     |
| 2004–05   | 1     | 1. A SKL           | 6th |                   |            |                    |                    |                           |                        |
| 2005–06   | 1     | 1. A SKL           | 9th |                   |            |                    |                    |                           |                        |
| 2006–07   | 1     | Liga UPC Telemach  | 6th | Semifinals        |            |                    |                    |                           |                        |
| 2007–08   | 1     | Liga UPC Telemach  | 3rd | Semifinals        |            |                    |                    |                           |                        |
| 2008–09   | 1     | Liga UPC Telemach  | 3rd | Semifinals        |            | 11th place         | 11th place         |                           |                        |
| 2009–10   | 1     | Telemach League    | 1st | Semifinals        |            |                    |                    |                           |                        |
| 2010–11   | 1     | Telemach League    | 1st | Quarterfinals     | Winners    | Semifinals         | Semifinals         | 3 FIBA EuroChallenge      | C                      |
| 2011–12   | 1     | Telemach League    | 1st | Runners-up        | Winners    | 11th place         | 11th place         | 2 Eurocup                 | L16                    |
| 2012–13   | 1     | Telemach League    | 1st | Semifinals        | Winners    | 9th place          | 9th place          | 3 FIBA EuroChallenge      | RS                     |
| 2013–14   | 1     | Telemach League    | 1st | Winners           | Runners-up | 7th place          | 7th place          | 3 FIBA EuroChallenge      | L16                    |
| 2014–15   | 1     | Telemach League    | 3rd | Winners           | Winners    | 9th place          | 9th place          |                           |                        |
| 2015–16   | 1     | Liga Nova KBM      | 3rd | Winners           | Runners-up | 12th place         | 12th place         | 3 Copa Europea de la FIBA | R32                    |
| 2016–17   | 1     | Liga Nova KBM      | 3rd | Runners-up        | Winners    | 14th place         | 14th place         |                           |                        |
| 2017–18   | 1     | Liga Nova KBM      | 2nd | Semifinals        | Runners-up | Segunda División   | C                  |                           |                        |
| 2018–19   | 1     | Liga Nova KBM      | 4th | Quarterfinals     |            | Primera División   | 10th               |                           |                        |

## Palmarés
- Liga de Eslovenia
  - Campeón (7):  2000, 2003, 2010, 2011, 2012, 2013, 2014
  - Finalista (4): 2001, 2002, 2018, 2021
  - Semifinalista (6): 2008, 2009, 2015, 2016, 2017, 2019
  - Campeón Liga Regular (3): 2011, 2012, 2013
  - Segundo Liga Regular (1): 2010

- Copa de baloncesto de Eslovenia
  - Campeón (4):  2014, 2015, 2016, 2021
  - Finalista (4): 2001, 2002, 2012, 2017
  - Semifinalista (6): 2007, 2008, 2009, 2010, 2013, 2018

- Supercopa de baloncesto de Eslovenia
  - Campeón (5): 2010, 2011, 2012, 2014, 2016
  - Finalista (1): 2003

- ABA Liga
  - Finalista (1): 2002
  - Semifinalista (1): 2011
- ABA Liga 2
  - Campeón (1): 2018

- Eurocup
  - Finalista (1): 2003

- FIBA EuroChallenge
  - Campeón (1): 2011

## Jugadores Célebres
| - Matjaž Smodiš 7 temporadas: '94-'00, 12'-13' - Jaka Lakovič 1 temporada: '01-'02 - Sani Bečirovič 1 temporada: '03-'04 - Slavko Duščak 2 temporadas: '02-'04 - Dragiša Drobnjak 5 temporadas: '99-'03, 08', 10-11' - Aleksandar Ćapin 3 temporadas: '00-'03 - Simon Petrov 12 temporadas: '1993-'01, '08-'12 - Zoran Dragić 2 temporadas: '10-'12 - Edo Murić 3 temporadas: '10- - Jure Balažič 9 temporada: '03-'12- | - Boris Gnjidić 3 temporadas: '01-'04 - Davor Marcelić 3 temporadas: '07-'10 - Márton Báder 2 temporadas: '02-'04 - Jerome Jordan 1 temporada: '11-'12 - T. J. Sorrentine 1 temporada: '07-'08 - Jamie Arnold 1 temporada: '02-'03 - Bennett Davison 2 temporadas: '00-'02 - Richard Shields 1 temporada: '08-'09 - Goran Ikonić 1 temporada: '10-'11 - Dušan Đorđević 1 temporada: '10-'11 - Mate Skelin 1 temporada: '01-'02 |